# Cotoneaster franchetii
Cotoneaster franchetii (cotoneaster)  es una especie de Cotoneaster nativa del sudoeste de China,  en las provincias de Guizhou, Sichuan, Xizang,  y Yunnan, y también en la adyacente y norteña Birmania y el norte de Tailandia.

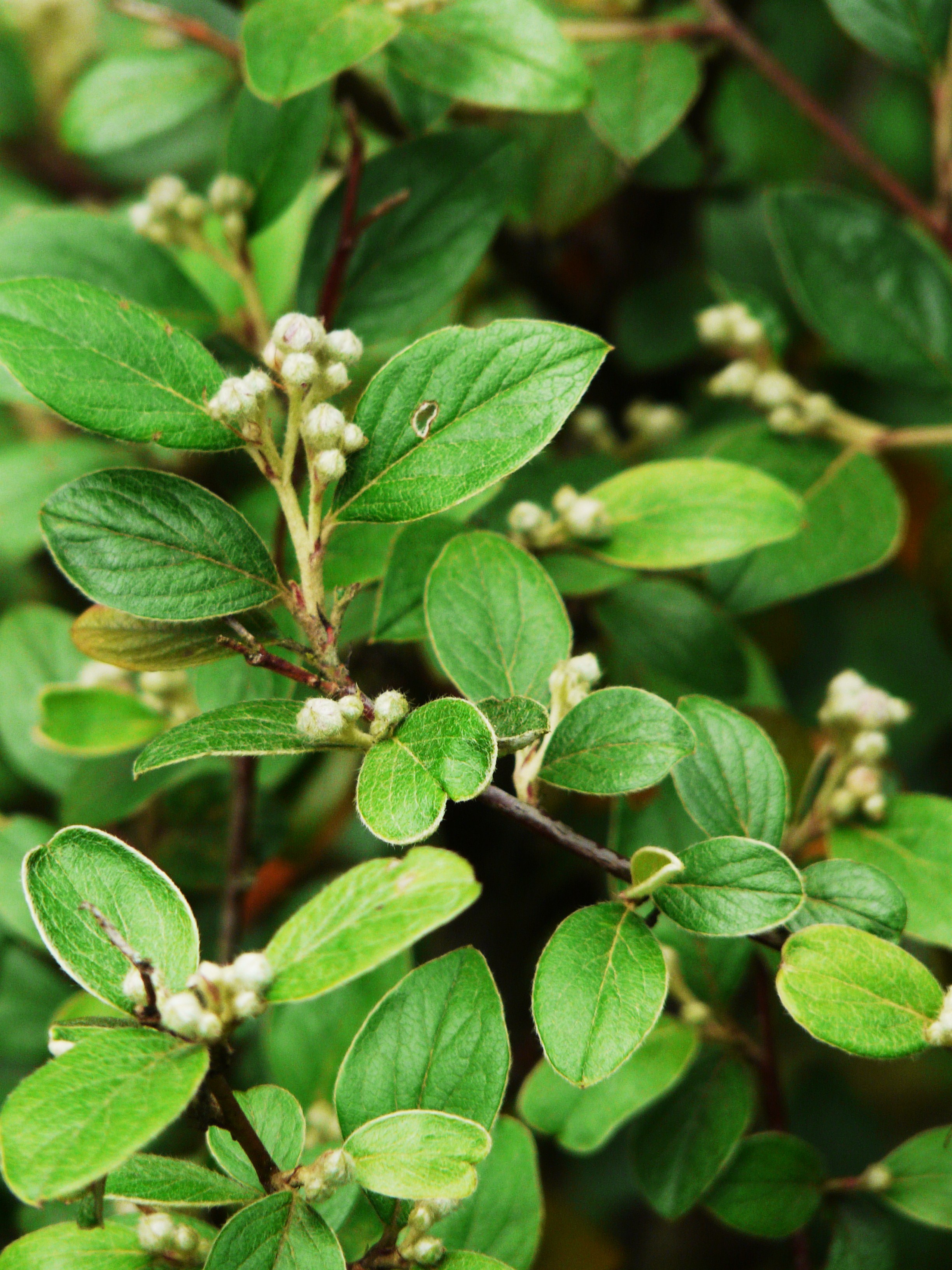
Vista de la planta

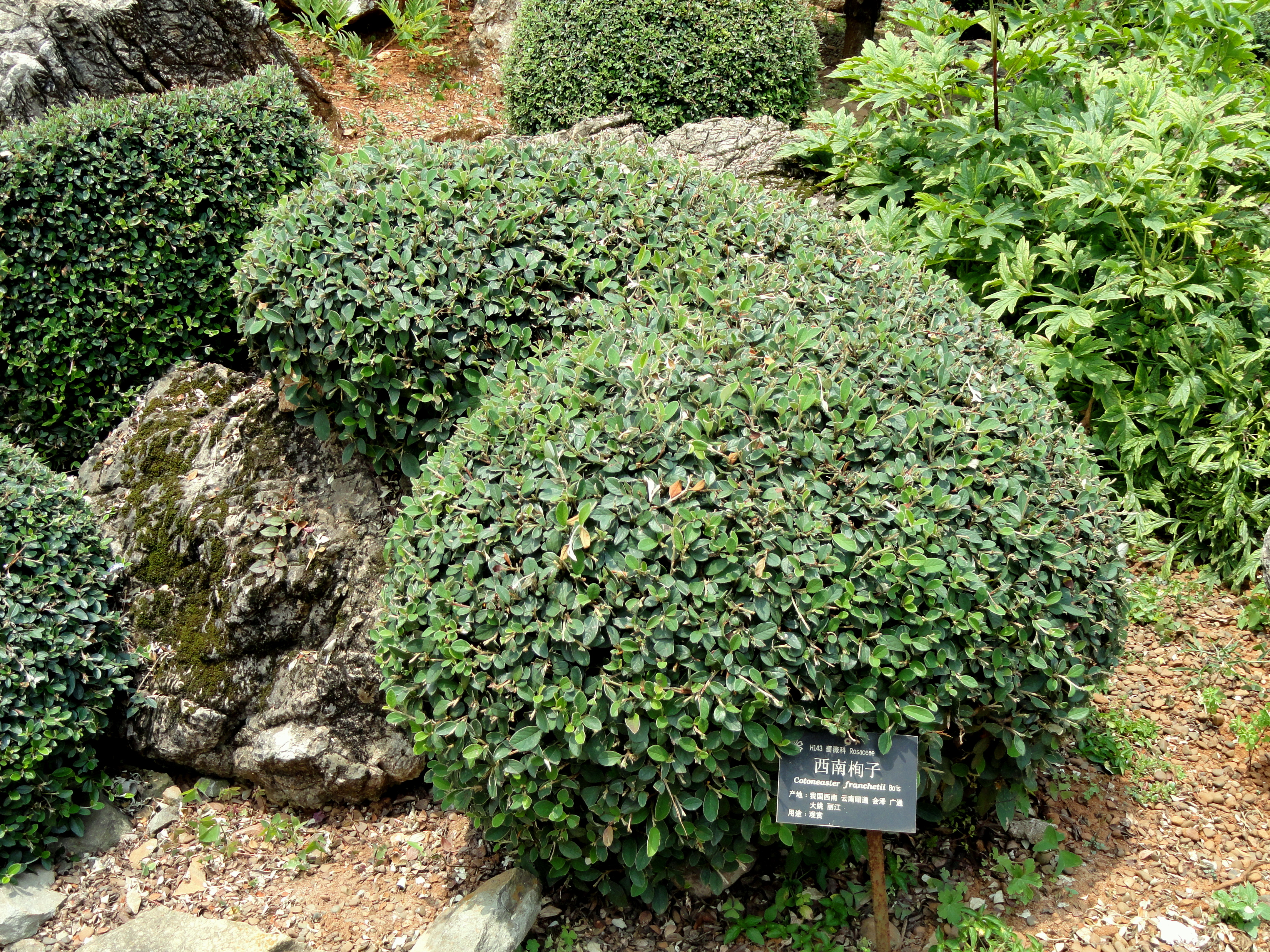
Como planta ornamental

## Descripción
Es un arbusto siempreverde o semisiempreverde, alcanzando  3 m de altura.  Hojas oval-agudas, 2–4 cm de largo x 1–1,5 cm, haz verde brillante, envés pubescente con pelos densos blancuzcos a amarillentos.  Flores en corimbos de 5–15 juntos, cada flor de 6–7 mm de diámetro, 5-pétalos rosa del lado de afuera, y blanco del de adentro. Los frutos son pomos rojos de 6–9 mm de diámetro; son alimento para aves fructíferas, dispersando las semillas en sus deposiciones.
Dos variedades se aceptan por algunos autores, pero no tratadas como distintas en Flora de China:
- Cotoneaster franchetii var. franchetii. Descripta arriba
- Cotoneaster franchetii var. cinerascens Rehd. Larger, de 4 m de altura, hojas de 4 cm de largo, y 30 flores por corimbo.

Algunos autores incluyen una tercera variedad, var. sternianus, aunque esta es más común tratarla como una sp. distinta, Cotoneaster sternianus.

### Cultivo y usos
Cotoneaster franchetii es una popular planta ornamental. Se ha escapado del cultivo y se ha naturalizado localmente en partes de las islas británicas y en la costa del norte del Pacífico en Norteamérica.

## Taxonomía
Cotoneaster franchetii fue descrita por Désiré Georges Jean Marie Bois y publicado en Revue Horticole 74(16): 380, f. 159–161, 164, en el año 1902.
Sinonimia
- Cotoneaster amoenus E.H. Wilson
- Cotoneaster franchetii var. cinerascens Rehder
- Cotoneaster insculptus Diels
- Cotoneaster mairei H. Lév.
- Cotoneaster mairei var. albiflorus H. Lév.[8]